# ستيفانو ارجيالي
ستيفانو ارجيالي (بالإيطالية: Stefano Argilli)‏ (5 يناير 1973 بريميني في إيطاليا - ) هو لاعب كرة قدم إيطالي في مركز قلب الدفاع. لعب مع نادي ريميني ونادي سيينا ونادي فروسينوني ونادي كريمونيسي ونادي ليفورنو ونادي مودينا.

## وصلات خارجية
- ستيفانو ارجيالي على موقع قاعدة بيانات كرة القدم.إي يو (الإنجليزية)